# Laura Mora
Laura Mora Ortega (Medellín, 1981) es una directora de cine y guionista colombiana, reconocida por su largometraje de 2017 Matar a Jesús, y por haber ganado la Concha de Oro en la 70.ª edición del Festival Internacional de Cine de San Sebastián, con Los reyes del mundo.
Estuvo a cargo de la dirección de la serie Cien años de soledad, de Netflix, basada en la novela homónima de Gabriel García Márquez.

## Carrera
Nació en Medellín y realizó sus estudios de bachillerato en el colegio Alemán de la misma ciudad. Cursó sus estudios superiores de producción y dirección de cine en la universidad RMIT en Melbourne, Australia.
Matar a Jesús es la ópera prima de Mora. Fue estrenada en 2017 en las salas de cine de Colombia. La cinta logró una gran cantidad de galardones a nivel nacional e internacional, de los que destacan el premio EGEDA en el Festival de Cine de Cartagena, el premio del jurado a mejor ópera prima y el premio Casa de las Américas en el Festival Internacional del Nuevo Cine Latinoamericano de La Habana, el premio Eroski de la Juventud en el Festival de San Sebastián y el premio Roger Ebert en el Festival de Cine de Chicago.

## Filmografía

### Largometrajes
| Año  | Título              |
| ---- | ------------------- |
| 2015 | Antes del fuego     |
| 2017 | Matar a Jesús       |
| 2022 | Los reyes del mundo |

### Cortometrajes
| Año  | Título      |
| ---- | ----------- |
| 2006 | Brotherhood |
| 2012 | Salomé      |

## Televisión
| Año/s | Título                           |
| ----- | -------------------------------- |
| 2012  | Pablo Escobar: El Patrón del Mal |
| 2015  | Los hombres también lloran       |
| 2019  | Frontera verde                   |
| 2020  | El robo del siglo                |
| 2024  | Cien años de soledad             |

## Premios y reconocimientos

### Premios Macondo
| Año  | Categoría       | Título              | Resultado |
| ---- | --------------- | ------------------- | --------- |
| 2023 | Mejor dirección | Los reyes del mundo | Ganadora  |

- Concha de Oro de la 70 edición del Festival de San Sebastián, máximo galardón del Zinemaldia. (2022)